# 모텔

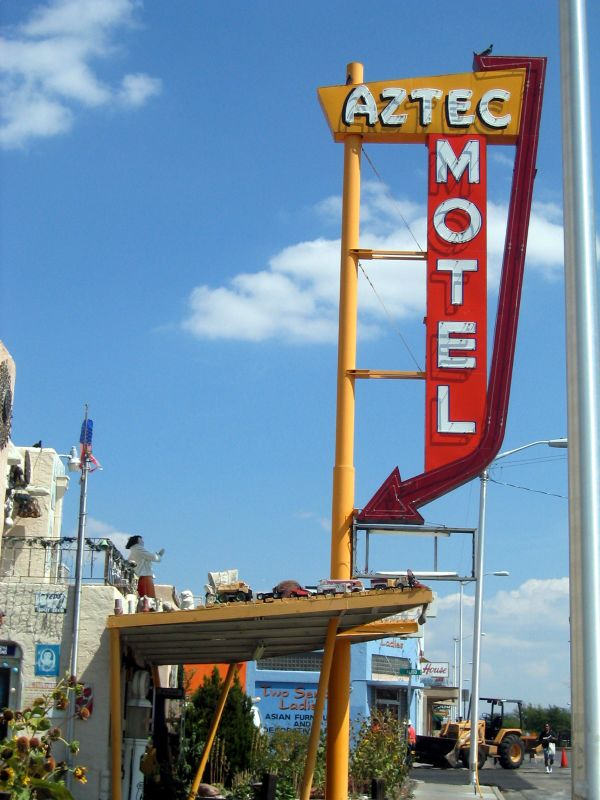
모텔

모텔(영어: motel)은 자동차 여행자가 잠을 자고 머무를 수 있도록 주차장을 갖춘 호텔이다. 모터(motor)와 호텔(hotel)의 혼성어이다.

## 대한민국
대한민국에서는 방에 화장실과 샤워 또는 목욕 시설이 있는 간소한 숙박시설 (보통 여관)을 의미한다.

## 같이 보기
- 호텔
- 여관
- 주막
- 료칸